# Nuoto ai campionati europei di nuoto 2022 - 100 metri stile libero maschili
La gara dei 100 metri stile libero maschili dei campionati europei di nuoto 2022 si è svolta il 12 e il 13 agosto 2022. Al mattino del 12 agosto si sono svolte le batterie e nel pomeriggio le semifinali, mentre la finale si è disputata nel pomeriggio del 13 agosto.

## Podio
| Pos.    | Atleta             | Nazione  |
| ------- | ------------------ | -------- |
| Oro     | David Popovici     | Romania  |
| Argento | Kristóf Milák      | Ungheria |
| Bronzo  | Alessandro Miressi | Italia   |

## Record
Prima della manifestazione il record del mondo (RM), il record europeo (EU) e il record dei campionati (RC) erano i seguenti.
|  | 46"91 | César Cielo Filho  | 30 luglio 2009 Roma     |
|  | 47"11 | Kliment Kolesnikov | 28 luglio 2001 Tokyo    |
|  | 47"37 | Kliment Kolesnikov | 19 maggio 2001 Budapest |

Durante la competizione è stato migliorato il seguente record:
| Data      | Evento     | Atleta         | Nazione | Tempo | Record |
| --------- | ---------- | -------------- | ------- | ----- | ------ |
| 12 agosto | Batterie   | David Popovici | Romania | 47"20 |        |
| 12 agosto | Semifinali | David Popovici | Romania | 46"98 |        |
| 13 agosto | Finale     | David Popovici | Romania | 46"86 |        |

## Risultati

### Batterie
| Pos. | Batteria | Corsia | Atleta                   | Nazionalità          | Tempo       | Note |
| ---- | -------- | ------ | ------------------------ | -------------------- | ----------- | ---- |
| 1    | 8        | 4      | David Popovici           | Romania              | 47"20       | Q    |
| 2    | 7        | 4      | Alessandro Miressi       | Italia               | 47"60       | Q    |
| 3    | 8        | 3      | Lorenzo Zazzeri          | Italia               | 48"27       | Q    |
| 4    | 6        | 4      | Maxime Grousset          | Francia              | 48"31       | Q    |
| 5    | 8        | 5      | Nándor Németh            | Ungheria             | 48"32       | Q    |
| 6    | 8        | 1      | Heiko Gigler             | Austria              | 48"43       | Q    |
| 7    | 7        | 2      | Stan Pijnenburg          | Paesi Bassi          | 48"57       | Q    |
| 8    | 6        | 5      | Andrej Barna             | Serbia               | 48"59       | Q    |
| 9    | 8        | 2      | Hadrien Salvan           | Francia              | 48"60       | Q    |
| 10   | 6        | 6      | Manuel Frigo             | Italia               | 48"76       |      |
| 11   | 7        | 3      | Thomas Dean              | Gran Bretagna        | 48"79       | Q    |
| 12   | 7        | 6      | Kristóf Milák            | Ungheria             | 48"88       | Q    |
| 12   | 7        | 7      | Diogo Ribeiro            | Portogallo           | 48"88       | Q    |
| 14   | 7        | 5      | Thomas Ceccon            | Italia               | 48"92       |      |
| 15   | 5        | 3      | Luis Domínguez           | Spagna               | 48"98       | Q    |
| 16   | 7        | 1      | Björn Seeliger           | Svezia               | 49"01       | Q    |
| 17   | 8        | 6      | Matthew Richards         | Gran Bretagna        | 49"02       | Q    |
| 18   | 6        | 2      | Charles Rihoux           | Francia              | 49"15       |      |
| 19   | 8        | 7      | Karol Ostrowski          | Polonia              | 49"22       | Q    |
| 20   | 7        | 8      | Kamil Sieradzki          | Polonia              | 49"24       |      |
| 21   | 4        | 4      | Carles Coll              | Spagna               | 49"29       |      |
| 22   | 6        | 8      | Sergio de Celis          | Spagna               | 49"34       |      |
| 23   | 6        | 3      | Jacob Whittle            | Gran Bretagna        | 49"35       |      |
| 24   | 6        | 7      | Edward Mildred           | Gran Bretagna        | 49"45       |      |
| 24   | 7        | 9      | Deniel Nankov            | Bulgaria             | 49"45       |      |
| 26   | 6        | 1      | Robin Hanson             | Svezia               | 49"52       |      |
| 27   | 8        | 0      | Guillaume Guth           | Francia              | 49"59       |      |
| 28   | 8        | 8      | Sergii Shevtsov          | Ucraina              | 49"60       |      |
| 29   | 5        | 0      | Illya Linnyk             | Ucraina              | 49"69       |      |
| 30   | 4        | 5      | Uroš Nikolić             | Serbia               | 49"73       |      |
| 30   | 5        | 2      | Daniel Zaitsev           | Estonia              | 49"73       |      |
| 32   | 4        | 8      | Frederik Lentz           | Danimarca            | 49"76       |      |
| 33   | 4        | 1      | Mario Mollà              | Spagna               | 49"90       |      |
| 34   | 5        | 7      | Valentyn Nesterkin       | Ucraina              | 49"95       |      |
| 35   | 6        | 9      | Denis Loktev             | Israele              | 49"98       |      |
| 35   | 5        | 6      | Dániel Mészáros          | Ungheria             | 49"98       |      |
| 37   | 3        | 2      | George Stoica-Constantin | Romania              | 50"01       |      |
| 38   | 5        | 4      | Nikola Aćin              | Serbia               | 50"06       |      |
| 39   | 4        | 6      | Stergios Bilas           | Grecia               | 50"11       |      |
| 40   | 3        | 0      | Rémi Fabiani             | Lussemburgo          | 50"12       |      |
| 40   | 5        | 5      | Max McCusker             | Irlanda              | 50"12       |      |
| 42   | 5        | 8      | Markus Lie               | Norvegia             | 50"15       |      |
| 42   | 8        | 9      | Odysseus Meladinis       | Grecia               | 50"15       |      |
| 44   | 5        | 9      | Matej Duša               | Slovacchia           | 50"29       |      |
| 45   | 3        | 5      | Oleksii Khnykin          | Ucraina              | 50"32       |      |
| 46   | 2        | 5      | Martin Kartavi           | Israele              | 50"35       |      |
| 47   | 3        | 6      | Daniel Namir             | Israele              | 50"36       |      |
| 48   | 4        | 0      | Tomas Navikonis          | Lituania             | 50"42       |      |
| 49   | 4        | 2      | Tomas Sungaila           | Lituania             | 50"44       |      |
| 50   | 2        | 1      | Adi Mešetović            | Bosnia ed Erzegovina | 50"46       |      |
| 51   | 3        | 3      | Christos Papadopoulos    | Grecia               | 50"55       |      |
| 52   | 3        | 9      | Elias Persson            | Svezia               | 50"56       |      |
| 53   | 3        | 8      | Patrick Dinu             | Romania              | 50"59       |      |
| 54   | 3        | 4      | Alex Ahtiainen           | Estonia              | 50"62       |      |
| 55   | 4        | 7      | Nicholas Lia             | Norvegia             | 50"71       |      |
| 56   | 3        | 1      | Pit Brandenburger        | Lussemburgo          | 50"81       |      |
| 57   | 2        | 4      | Elias Meeus              | Belgio               | 50"89       |      |
| 58   | 2        | 7      | Mihai Gergely            | Romania              | 50"90       |      |
| 58   | 2        | 8      | Luka Kukhalashvili       | Georgia              | 50"90       |      |
| 60   | 2        | 3      | Marcus Holmquist         | Svezia               | 50"91       |      |
| 61   | 4        | 3      | Artur Barseghyan         | Armenia              | 50"93       |      |
| 62   | 2        | 6      | Robert Powell            | Irlanda              | 50"99       |      |
| 63   | 7        | 0      | Mateusz Chowaniec        | Polonia              | 51"14       |      |
| 64   | 3        | 7      | Malthe Lindeblad         | Danimarca            | 51"31       |      |
| 65   | 2        | 2      | Nikola Bjelajac          | Bosnia ed Erzegovina | 51"54       |      |
| 66   | 2        | 9      | Símon Elías Statkevicius | Islanda              | 51"94       |      |
| 67   | 2        | 0      | Uroš Živanović           | Serbia               | 52"10       |      |
| 68   | 1        | 4      | Tomàs Lomero             | Andorra              | 52"25       |      |
| 69   | 4        | 9      | Ari-Pekka Liukkonen      | Finlandia            | 52"62       |      |
| 70   | 1        | 6      | Rudi Spiteri             | Malta                | 52"90       |      |
| 71   | 1        | 3      | Ronens Kermans           | Lettonia             | 52"92       |      |
| 72   | 1        | 5      | Bernat Lomero            | Andorra              | 53"04       |      |
| 73   | 1        | 1      | Raoul Stafrace           | Malta                | 53"70       |      |
| 74   | 1        | 2      | Matthew Galea            | Malta                | 53"73       |      |
| 75   | 1        | 7      | Ado Gargović             | Montenegro           | 54"45       |      |
| 76   | 1        | 8      | Vladimir Mamikonyan      | Armenia              | 54"92       |      |
| 77   | 1        | 0      | Martin Muja              | Kosovo               | 55"76       |      |
| DNS  | 6        | 0      | Meiron Cheruti           | Israele              | Non partito |      |
| DNS  | 5        | 1      | Nils Liess               | Svizzera             | Non partito |      |

### Semifinali

#### Semifinale 1
| Pos. | Corsia | Atleta             | Nazionalità   | Tempo | Note |
| ---- | ------ | ------------------ | ------------- | ----- | ---- |
| 1    | 7      | Kristóf Milák      | Ungheria      | 47"76 | Q    |
| 2    | 4      | Alessandro Miressi | Italia        | 47"96 | Q    |
| 3    | 5      | Maxime Grousset    | Francia       | 48"15 | Q    |
| 4    | 6      | Andrej Barna       | Serbia        | 48"21 | Q    |
| 5    | 2      | Thomas Dean        | Gran Bretagna | 48"44 | Q    |
| 6    | 8      | Karol Ostrowski    | Polonia       | 48"69 |      |
| 7    | 3      | Heiko Gigler       | Austria       | 48"85 |      |
| 8    | 1      | Björn Seeliger     | Svezia        | 48"96 |      |

#### Semifinale 2
| Pos. | Corsia | Atleta           | Nazionalità   | Tempo | Note |
| ---- | ------ | ---------------- | ------------- | ----- | ---- |
| 1    | 4      | David Popovici   | Romania       | 46"98 | Q MJ |
| 2    | 5      | Lorenzo Zazzeri  | Italia        | 48"05 | Q    |
| 3    | 3      | Nándor Németh    | Ungheria      | 48"22 | Q    |
| 4    | 7      | Diogo Ribeiro    | Portogallo    | 48"52 |      |
| 5    | 2      | Hadrien Salvan   | Francia       | 48"58 |      |
| 6    | 6      | Stan Pijnenburg  | Paesi Bassi   | 48"94 |      |
| 7    | 8      | Matthew Richards | Gran Bretagna | 49"01 |      |
| 8    | 1      | Luis Domínguez   | Spagna        | 49"04 |      |

### Finale
| Pos. | Corsia | Atleta             | Nazionalità   | Tempo | Note |
| ---- | ------ | ------------------ | ------------- | ----- | ---- |
|      | 4      | David Popovici     | Romania       | 46"86 | MJ   |
|      | 5      | Kristóf Milák      | Ungheria      | 47"47 |      |
|      | 3      | Alessandro Miressi | Italia        | 47"63 |      |
| 4    | 2      | Maxime Grousset    | Francia       | 47"78 |      |
| 5    | 1      | Nándor Németh      | Ungheria      | 48"01 |      |
| 6    | 6      | Lorenzo Zazzeri    | Italia        | 48"10 |      |
| 7    | 8      | Thomas Dean        | Gran Bretagna | 48"23 |      |
| 8    | 7      | Andrej Barna       | Serbia        | 48"38 |      |